# Giuseppe De Santis
Giuseppe De Santis (n. 11 februarie 1917, Fondi, Lazio, Regatul Italiei – d. 16 mai 1997, Roma, Italia) a fost un regizor de film și scenarist italian, reprezentant al neorealismului cinematografic. Este cunoscut pentru filmele sale 
de critică socială Vânătoare tragică (1947) sau Orez amar din 1949, care au contribuit la solicitarea de reforme sociale. De Santis a fost fratele cameramanului Pasqualino De Santis. 

## Filmografie selectivă

### Regizor
- 1942 La gatta (scurtmetraj)
- 1945 Giorni di gloria (co-regie)
- 1947 Vânătoare tragică (Caccia tragica)
- 1949 Orez amar (Riso amaro)
- 1950 Nu-i pace sub măslini (Non c'è pace tra gli ulivi)
- 1952 Roma, orele 11 (Roma ore 11)
- 1953 Anna Zaccheo (Un marito per Anna Zaccheo)
- 1954 Zile de dragoste (Giorni d'amore)
- 1957 Oameni și lupi (Uomini e lupi) (co-regie cu Leopoldo Savona)
- 1958 Strada lungă cât un an (La strada lunga un anno)
- 1960 Garsoniera (La garçonnière)
- 1965 Ei mergeau spre răsărit (Italiani brava gente)
- 1972 Un apreciat profesionistcu viitor sigur (Un apprezzato professionista di sicuro avvenire)

### Scenarist
- 1953 Donne proibite, regia Giuseppe Amato
- 1953 Riscatto, regia Marino Girolami

## Premii și nominalizări
- 1947 Nastro d'Argento premiul pentru cea mai bună regie  Vânătoare tragică
- 1950 nominalizare Premiul Oscar împreună cu coautorul Carlo Lizzani, pentru cel mai bun subiect original al filmului Orez amar
- 1959  nominalizare Premiul Oscar pentru cel mai bun film străin pentru  filmul La strada lunga un anno
- 1959 Globul de Aur pentru cel mai bun film: La strada lunga un anno
- 1995 Festivalul de film din Veneția a obținut Leone d'Oro alla carriera pentru întreaga sa carieră cinematografică